# أمير أوحانا
أمير أوحانا (بالعبرية: אמיר אוחנה؛ ولد في 15 مارس 1976) هو محامي وسياسي إسرائيلي يشغل حاليا منصب عضو في الكنيست عن حزب الليكود.
حل في المرتبة 32 في قائمة الليكود لانتخابات مارس 2015، إلا أن الليكود حصل على 30 مقعداً، وجاء دخوله في ديسمبر 2015 في أعقاب استقالة النائب ووزير الداخلية سيلفان شالوم (سبقته استقالة أدخلت النائب 31).
أمير أوحانا مثلي الجنس ويعيش مع شريكه واطفالهما التوأم (بالتبني) في تل أبيب، ويرأس مجموعة مثليي الجنس في حزب «الليكود».

## السيرة
وُلِد أوحانا في بئر السبع، وهو الابن الثالث لمائير وإستر أوهانا، المهاجرين اليهود المغاربة من المغرب. في شبابه، انتقلت عائلته إلى لهافيم ثم إلى ريشون لتسيون. خدم في الجيش الإسرائيلي كمحقق في حوادث الطرق في الشرطة العسكرية. خدم كجزء من قوة تأمين شرايين المرور في قطاع غزة وكمحقق في حوادث الطرق في جنوب إسرائيل، وأكمل دورة ضابط وكان قائدًا لمعبر المنطار (كارني) وقاد قاعدة للشرطة العسكرية. خدم أوحانا ما مجموعه ست سنوات من الخدمة النظامية في الجيش الإسرائيلي، ولا يزال جنديًا احتياطيًا. بعد ترك الخدمة العسكرية النظامية خدم في جهاز الأمن الداخلي (الشاباك) لمدة ست سنوات أخرى. أنهى خدمته العسكرية الالزامية في العام 1997، ثم انخرط في الشرطة العسكرية، حيث أسندت اليه عدة وظائف من بينها القائد العسكري في حاجز «كارني» في قطاع غزة، ووفق مصادر إسرائيلية خدم اوحانا كذلك في جهاز المخابرات العامة «الشاباك».
في العام 2010 غادر الجيش، وانخرط في الحياة السياسية في حزب الليكود.

## روابط خارجية
- أمير أوحانا على الموقع الإلكتروني للكنيست